# سرحدآباد (مرو)
سرحدآباد (به لاتین: Serhetabat، پیش‌تر گوشگی Guşgy) یک شهر در ترکمنستان است که در ولایت مرو واقع شده‌است. سرحدآباد ۵٬۲۰۰ نفر جمعیت دارد و ۷۴۷ متر بالاتر از سطح دریا واقع شده‌است.